# Liste der Bodendenkmale in Nordermeldorf
In der Liste der Bodendenkmale in Nordermeldorf sind die Bodendenkmale der Gemeinde Nordermeldorf nach dem Stand der Bodendenkmalliste des Archäologischen Landesamts Schleswig-Holstein von 2016 aufgelistet.
| Denkmal-ID           | Befundart           | Bezeichnung          | Zeitstellung | Lage                         | Bemerkungen                                                                                 | Bild |
| -------------------- | ------------------- | -------------------- | ------------ | ---------------------------- | ------------------------------------------------------------------------------------------- | ---- |
| aKD-ALSH-Nr. 000 429 | Befestigung > Deich | Deich/Koog/Sietwende | Mittelalter  |                              | 170 m langes Teilstück eines mittelalterlichen Deichs                                       |      |
| aKD-ALSH-Nr. 000 430 | Befestigung > Deich | Deich/Koog/Sietwende | Mittelalter  |                              | 230 m langes Teilstück eines mittelalterlichen Deichs                                       |      |
| aKD-ALSH-Nr. 000 431 |                     | Wehle                |              | östlich des Deichs           | zwei ehemals hintereinander liegende Wehlen, durch Abtragung der Landbrücke jetzt verbunden |      |
| aKD-ALSH-Nr. 000 432 | Befestigung > Deich | Deich/Koog/Sietwende | Mittelalter  |                              | 400 m langes Teilstück eines mittelalterlichen Deichs                                       |      |
| aKD-ALSH-Nr. 000 432 |                     | Wehle                |              | hinter steiler Deichböschung | zwei Wehlen, südliche mit 55 m und nördliche mit 65 m Durchmesser                           |      |
| aKD-ALSH-Nr. 000 433 |                     | Späthing/Pütte       |              |                              | Erdentnahmestelle für den Deichbau, als verschilfte Wasserfläche erkennbar                  |      |